# 羅濟夫卡 (科澤列齊區)
51°4′55″N 31°16′52″E / 51.08194°N 31.28111°E
羅濟夫卡（羅馬化：Rozivka）是位於烏克蘭北部切爾尼希夫州裏切爾尼希夫區的村莊，始建於1890年，面積0.05平方公里，海拔高度115米，2001年人口11，人口密度每平方公里239.1人。